# Añorga Kirol eta Kultur Elkartea
L'Añorga Kirol eta Kultur Elkartea (traduït literalment en català, Societat Cultural i Esportiva Añorga) és una associació cultural i esportiva del barri d'Añorga a la ciutat de Sant Sebastià (Guipúscoa), al País Basc. Té seccions de futbol, pilota basca, bàsquet, muntanyisme, escacs, cicloturisme i triatló. Així mateix compta amb el grup de danses folklòriques Arkaitz Añorgako Dantzariak, un dels grups de danses folklòriques en actiu més antic del País Basc.
El club és especialment conegut per l'equip femení sènior de la secció de futbol, que és un dels més premiats del futbol femení a Espanya. Quant a la secció masculina, l'Añorga té actualment un equip sènior, i compta amb nombrosos equips de futbol base, sent un dels equips principals del planter guipuscoana, aportant al llarg de la seva història nombrosos jugadors que han arribat a la màxima categoria, com per exemple Igor Gabilondo exjugador de la Reial Societat i de l'Athletic Club. Al començament dels anys 50, va destacar amb la selecció estatal el primer jugador important sortit d'aquest club, Silvestre Igoa. Però sens dubte, el més famós i llorejat dels jugadors formats aquí va ser José Mari Bakero.

## Futbol femení
L'Añorga KKE femení és un dels clubs més premiats d'Espanya i va ser un dels pioners al futbol femení de l'estat espanyol. Té tres títols de Lliga (1991/92, 1994/95 i 1995/96) i tres més de Copa de la Reina (1990, 1991 i 1993), a més d'haver-ne estat subcampió els anys 1984, 1987, 1989 i 1995.
Actualment juga al grup 2 de Primera Nacional Femenina d'Espanya, tercer nivell del futbol femení espanyol. L'Añorga KKE al contrari que altres equips femenins no compta amb el suport d'un gran club de futbol professional masculí.
Diverses han estat les jugadores que han destacat a la selecció estatal, com per exemple les germanes Bakero (Itziar i Ainhoa). Destaca de forma especial Arantza del Puerto, qui després de formar part del primer equip, hi ha romàs durant 25 anys com a jugadora, sent 70 vegades internacional amb la selecció estatal i distingida amb la Insignia d'or i brillants de la Federació Espanyola de futbol femení.